# Austrochaperina mehelyi
Austrochaperina mehelyi és una espècie de granota que viu a Papua Nova Guinea.